# 개성역
개성역(Geaseong Station, 開城驛)은 조선민주주의인민공화국 개성특별시 역전동(驛箭洞)에 있는 평부선의 철도역이다.

## 역 정보
본래 이 역은 경의선의 주요 역이었으며 광복 이후 개성시가 대한민국의 최북단이 되면서 경의선의 종착역이 되었으나 한국 전쟁 이후 개성시가 조선민주주의인민공화국 개성특별시에 속하게 되고 개성-문산 구간이 단절되면서 남북 철도 연결 전까지 평부선의 종착역으로 운영되었다. 2007년 개성역-도라산역간 철도가 연결되면서 경의선과 평부선을 연결하는 관문이 되었다.

## 연혁
- 1906년 4월 3일 : 경의선 부설 완공
- 1908년 4월 1일 : 일반영업 개시
- 2007년경 : 한국철도시설공단이 개성역 신 역사를 건설함. 개성역은 대다수 대한민국 내 철도역과 비슷하게 유리로 마감되어 있다.
- 2007년 5월 17일 : 남북철도연결구간(문산 - 개성) 열차시험운행

## 인접한 역
| 평부선         | 평부선 | 평부선           |
| -------------- | ------ | ---------------- |
| 개풍 평양 방면 | 평부선 | 손하 도라산 방면 |